# Fotogramas de Plata a la millor pel·lícula espanyola
Els Fotogramas de Plata són uns premis que entrega anualment la revista espanyola de cinema Fotogramas. Aquestes són les pel·lícules guanyadores en la categoría de millor pel·lícula espanyola.
| Any  | Pel·lícula                                      | Director/a                            |
| ---- | ----------------------------------------------- | ------------------------------------- |
| 2020 | Las niñas                                       | Pilar Palomero                        |
| 2019 | Dolor y gloria                                  | Pedro Almodóvar                       |
| 2018 | Entre dos aguas                                 | Isaki Lacuesta                        |
| 2017 | La llamada                                      | Javier Ambrossi i Javier Calvo Guirao |
| 2016 | Tarde para la ira                               | Raúl Arévalo                          |
| 2015 | Truman                                          | Cesc Gay                              |
| 2014 | La isla mínima                                  | Alberto Rodríguez Librero             |
| 2013 | La herida                                       | Fernando Franco García                |
| 2012 | Blancanieves                                    | Pablo Berger                          |
| 2011 | No habrá paz para los malvados                  | Enrique Urbizu                        |
| 2010 | Pa negre                                        | Agustí Villaronga                     |
| 2009 | Celda 211                                       | Daniel Monzón                         |
| 2008 | Tiro en la cabeza                               | Jaime Rosales                         |
| 2007 | La soledat                                      | Jaime Rosales                         |
| 2006 | Volver                                          | Pedro Almodóvar                       |
| 2006 | El laberinto del fauno                          | Guillermo del Toro                    |
| 2005 | La vida secreta de les paraules                 | Isabel Coixet                         |
| 2004 | Mar adentro                                     | Alejandro Amenábar                    |
| 2003 | Te doy mis ojos                                 | Icíar Bollaín                         |
| 2002 | Los lunes al sol                                | Fernando León de Aranoa               |
| 2001 | En construcció                                  | José Luis Guerín                      |
| 2000 | Leo                                             | José Luis Borau                       |
| 2000 | La comunidad                                    | Álex de la Iglesia                    |
| 1999 | Solas                                           | Benito Zambrano                       |
| 1998 | Barrio                                          | Fernando León de Aranoa               |
| 1997 | La buena estrella                               | Ricardo Franco                        |
| 1996 | Cosas que nunca te dije                         | Isabel Coixet                         |
| 1995 | Nadie hablará de nosotras cuando hayamos muerto | Agustín Díaz Yanes                    |
| 1994 | Días contados                                   | Imanol Uribe                          |
| 1993 | Madregilda                                      | Francisco Regueiro                    |
| 1992 | Belle époque                                    | Fernando Trueba                       |
| 1991 | Amantes                                         | Vicente Aranda                        |
| 1990 | ¡Átame!                                         | Pedro Almodóvar                       |
| 1990 | Innisfree                                       | José Luis Guerín                      |
| 1990 | Boom boom                                       | Rosa Vergés                           |
| 1989 | El niño de la luna                              | Agustí Villaronga                     |
| 1988 | Remando al viento                               | Gonzalo Suárez                        |
| 1987 | La ley del deseo                                | Pedro Almodóvar                       |
| 1987 | El Lute: camina o revienta                      | Vicente Aranda                        |
| 1986 | La mitad del cielo                              | Manuel Gutiérrez Aragón               |
| 1985 | Padre nuestro                                   | Francisco Regueiro                    |
| 1984 | Tasio                                           | Montxo Armendáriz                     |
| 1983 | El sur                                          | Víctor Erice                          |
| 1982 | Demonios en el jardín                           | Manuel Gutiérrez Aragón               |
| 1981 | Maravillas                                      | Manuel Gutiérrez Aragón               |
| 1980 | Gary Cooper, que estás en los cielos            | Pilar Miró                            |